# Mi bémol
Pour les articles homonymes, voir Mi bémol mineur et Mi bémol majeur.
Pour plus de détails, voir Fiche technique et Distribution.
Mi bémol (Komal Gandhar) est un film indien réalisé par Ritwik Ghatak, sorti en 1961.

## Fiche technique
- Titre original : Komal Gandhar
- Titre français : Mi bémol
- Réalisation : Ritwik Ghatak
- Scénario : Ritwik Ghatak
- Pays d'origine : Inde
- Format : Noir et blanc - 35 mm - Mono
- Genre : drame, musical
- Durée : 134 minutes
- Date de sortie : 1961

## Distribution
- Supriya Choudhury : Ansuya
- Abanish Banerjee : Bhrigu
- Anil Chatterjee : Rishi
- Satindra Bhattacharya : Shibnath
- Chitra Mandal : Jaya
- Gita Dey : Shanta
- Gyanesh Mukherjee : Debu Bose
- Bijon Bhattacharya : Gagan